# 葡萄糖苷

D-葡萄糖苷的基本結構。

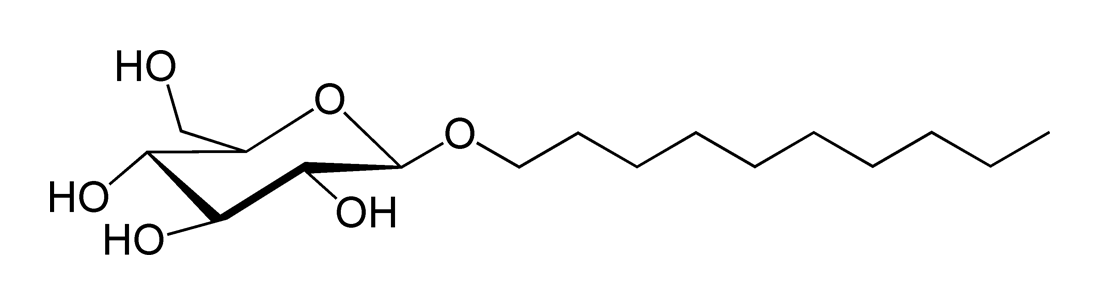
癸基葡萄糖苷的結構。

葡萄糖苷（Glucoside）是一类糖苷类化合物，系指糖基为葡萄糖的苷类。葡萄糖苷在植物中非常普遍，但在动物中很少出现。葡萄糖苷经水解产生葡萄糖和苷元。